# ماثيو إدواردز
ماثيو إدواردز (بالإنجليزية: Matthew Edwards)‏ هو لاعب كرة قدم أمريكي، ولد في 16 فبراير 2003 في أبيكس في الولايات المتحدة.